# Velká Kraš
Velká Kraš là một làng thuộc huyện Jeseník, vùng Olomoucký, Cộng hòa Séc.